# Porsche 904
La Porsche 904 est une voiture de course du constructeur Porsche homologuée pour la route. Elle a été fabriquée en 1964 et 1965 et a aussi connu une carrière en Rallye automobile
C'est une automobile construite à la base avec un moteur 4 cylindres à plat refroidi par air Type 547 de 1,6 litre issu de la Porsche 356 Carrera 2 qui développe 180 ch à 7 000 tr/min. Elle est dotée par la suite d'un moteur huit cylindres de 225 ch (deux exemplaires) puis d'un 6 cylindres à plat type 583/3 de 2 litres puis du fameux 6 cylindres à plat type 901 qui équipe la 911.
En tout, entre les modèles compétition et les modèles route, la 904 a été produite à 120 exemplaires.
La carrosserie en fibre de verre a été dessinée par le génial Ferdinand Alexander Porsche dit Butzi, petit fils de Ferdinand Porsche lui même créateur de la marque Porsche et de nombreux modèles marquant l'histoire de l'automobile.

## Palmarès
La voiture est engagée dans différents championnats dès 1964 et termine sa carrière sportive en 1971.
- Vainqueur de la Targa Florio en 1964 avec Colin Davis et Antonio Pucci
- Vainqueur des 3 Heures de Monza en 1964 avec Ben Pon
- Vainqueur de la catégorie GT 2.0 des 24 Heures du Mans 1964 avec Robert Buchet et Guy Ligier
- Vainqueur de la catégorie P 3.0 aux 12 Heures de Sebring 1964 avec Briggs Cunningham
- Vainqueur de la catégorie P 2.0 des 24 Heures du Mans 1965 avec Herbert Linge et Peter Nöcker mais aussi de celle GT 2.0 avec Gerhard Koch et Anton Fischhaber
- Vainqueur de la catégorie GT 2.0 aux 2 000 kilomètres de Daytona 1965 avec Charlie Kolb et Roger Heftler
- Vainqueur de la catégorie GT 2.0 aux 12 Heures de Sebring 1965 avec Lake Underwood et Günter Klass
- Vainqueur de la catégorie S 2.0 aux 24 Heures de Daytona 1966 avec Gerhard Mitter et Joe Buzzetta
- Vainqueur de la catégorie S 2.0 aux 12 Heures de Sebring 1966 avec George Follmer et Peter Gregg
- Vainqueur du Championnat d'Europe de la montagne dans la catégorie Voiture de sport en 1964 avec Edgar Barth
- Vainqueur du Championnat d'Europe de la montagne dans la catégorie Grand Tourisme en 1964 avec Heini Walter et en 1965 avec Herbert Müller
- 2e place au Rallye automobile Monte-Carlo en 1965 avec Eugen Böhringer et Rolf Wütherich
- Christian Poirot et Massing remportent le Rallye de Lorraine en catégorie GT.

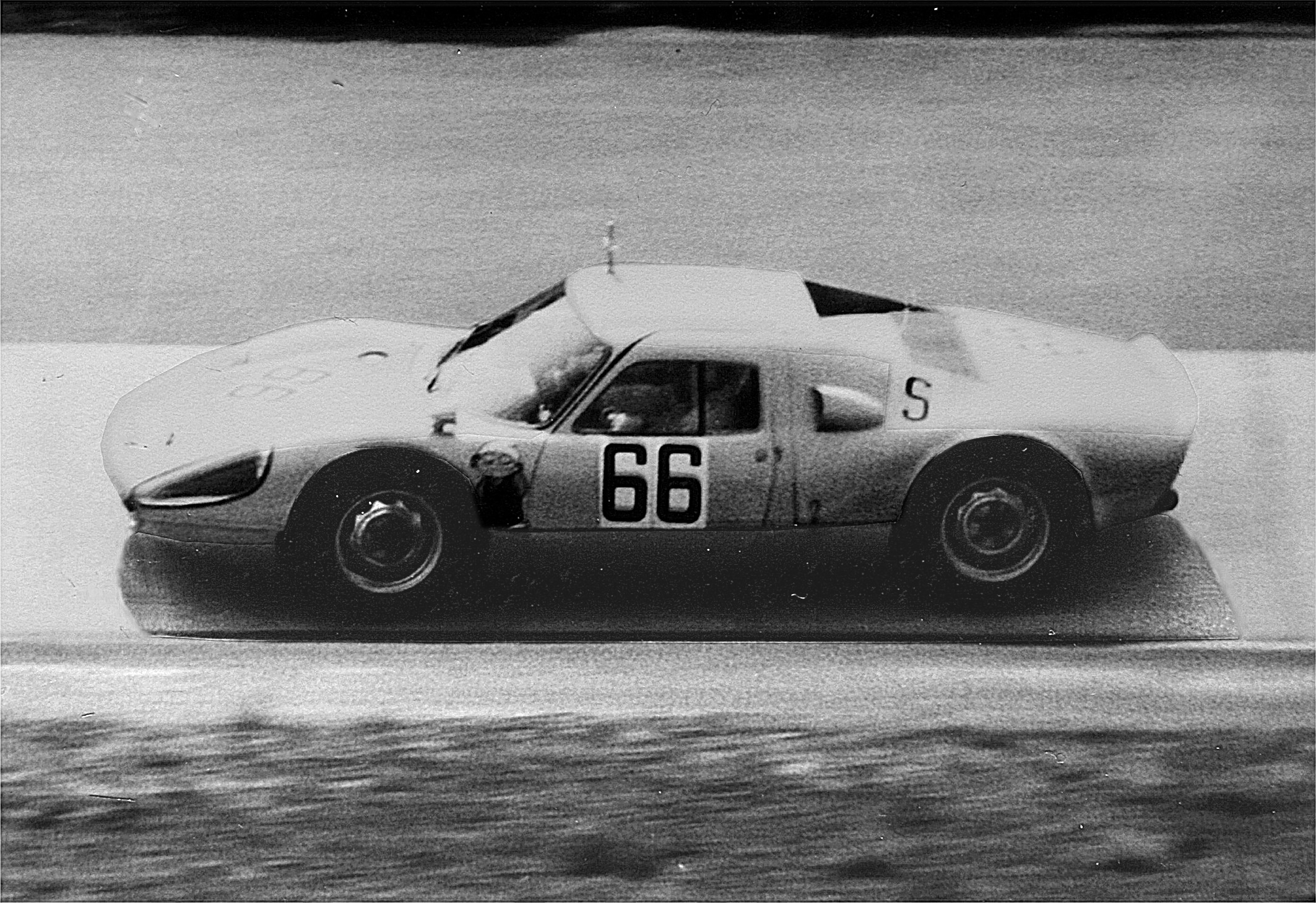
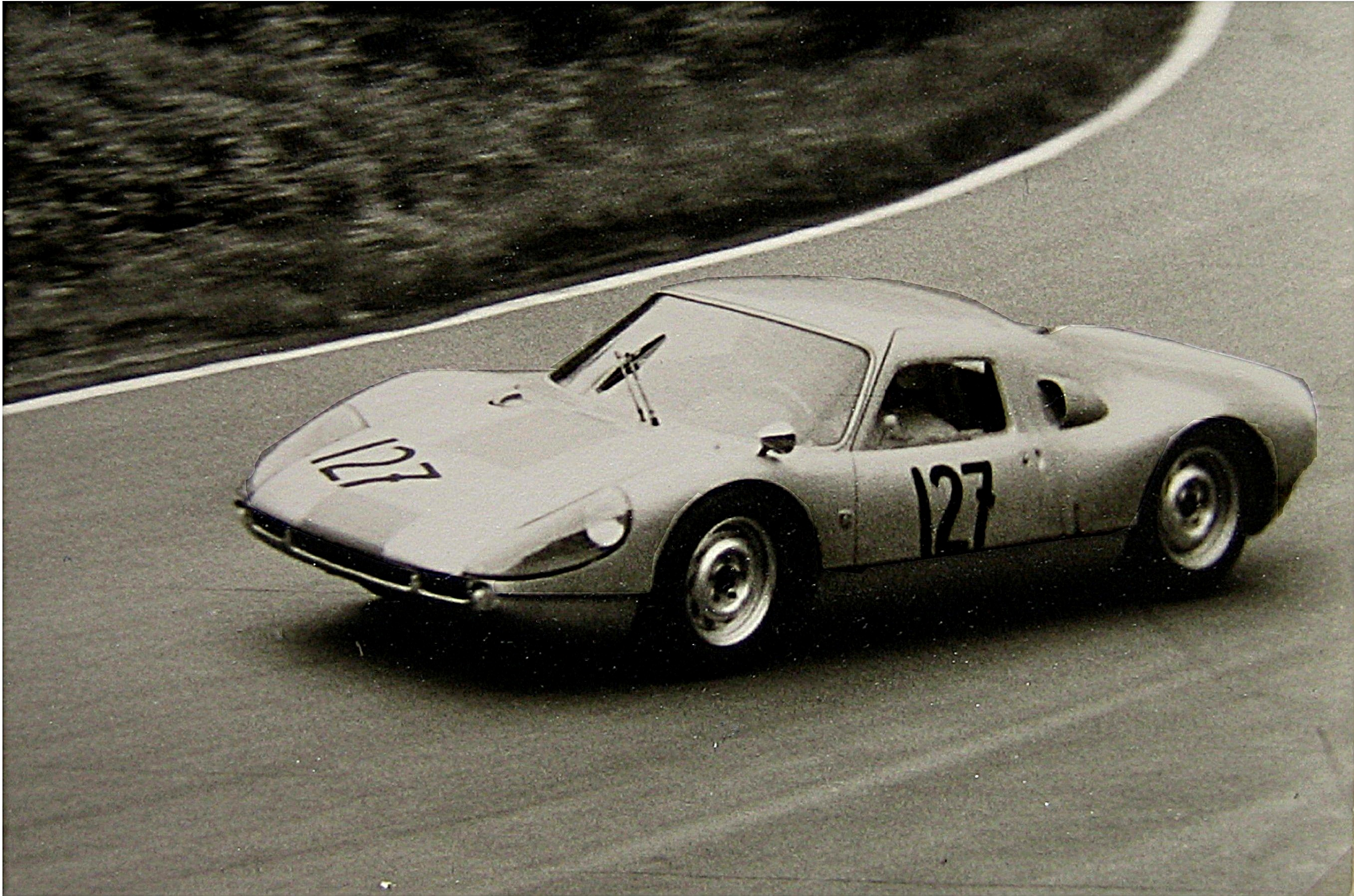
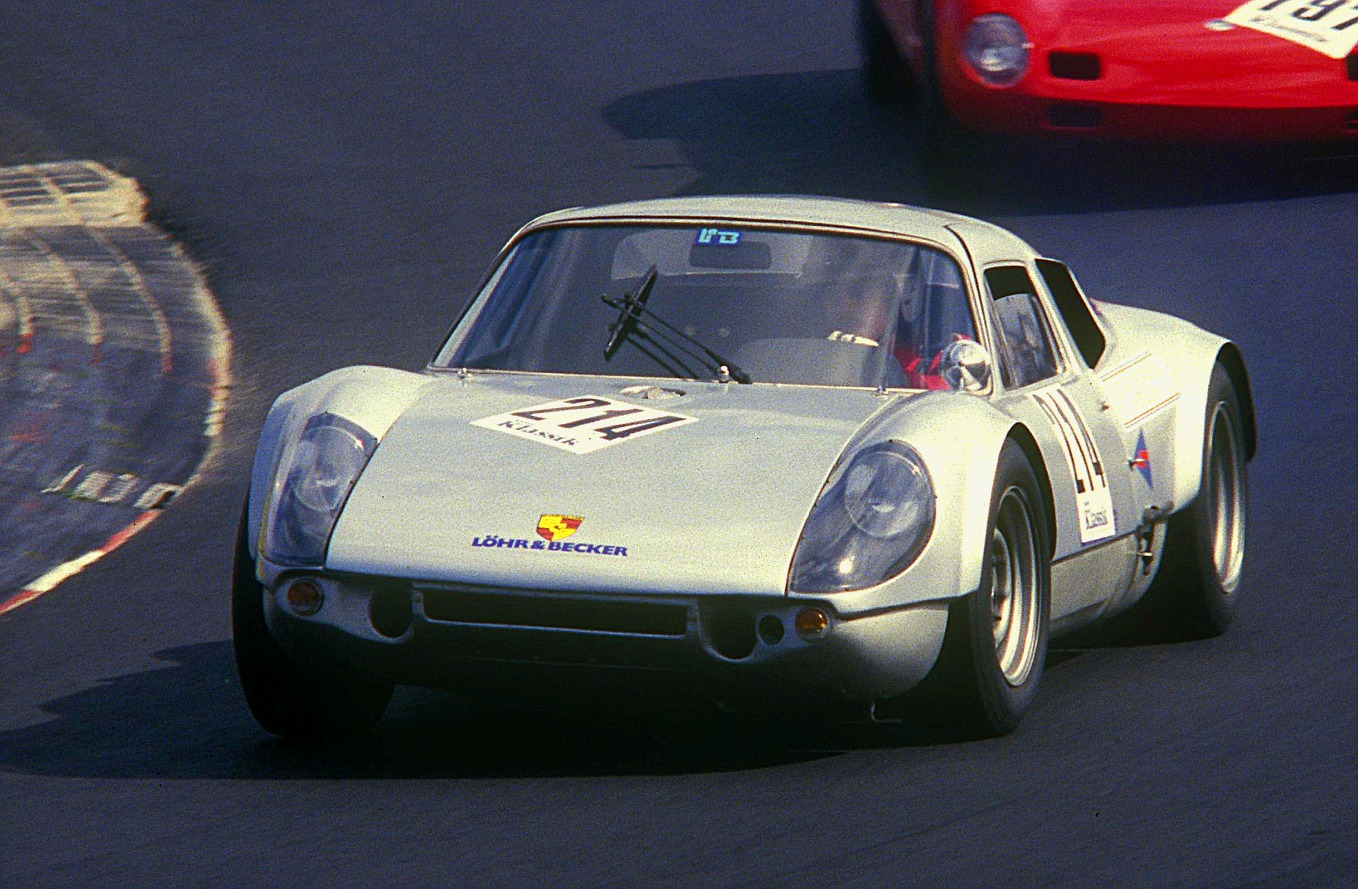
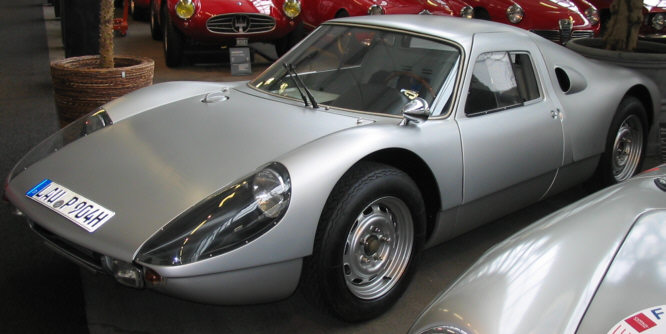
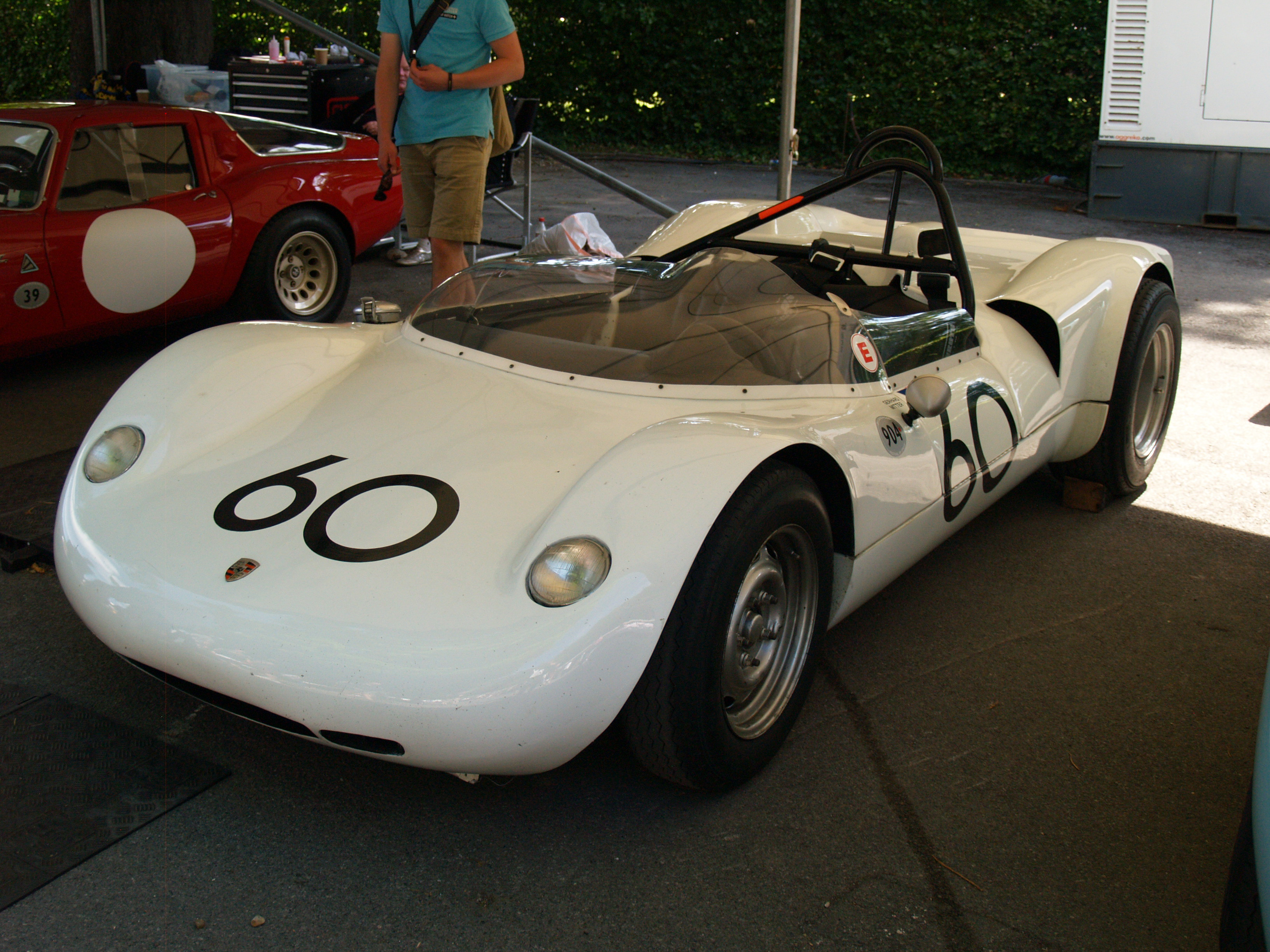
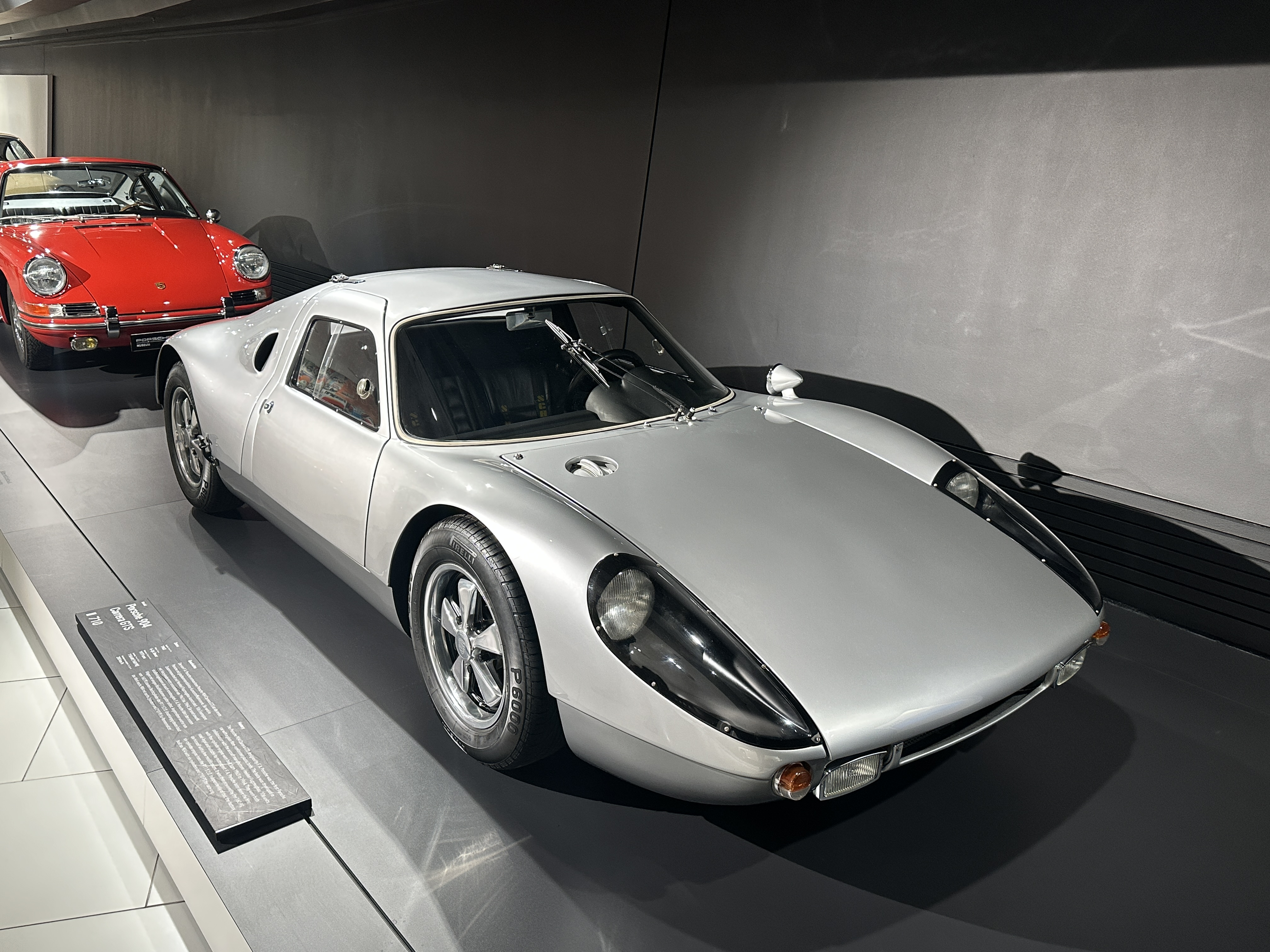
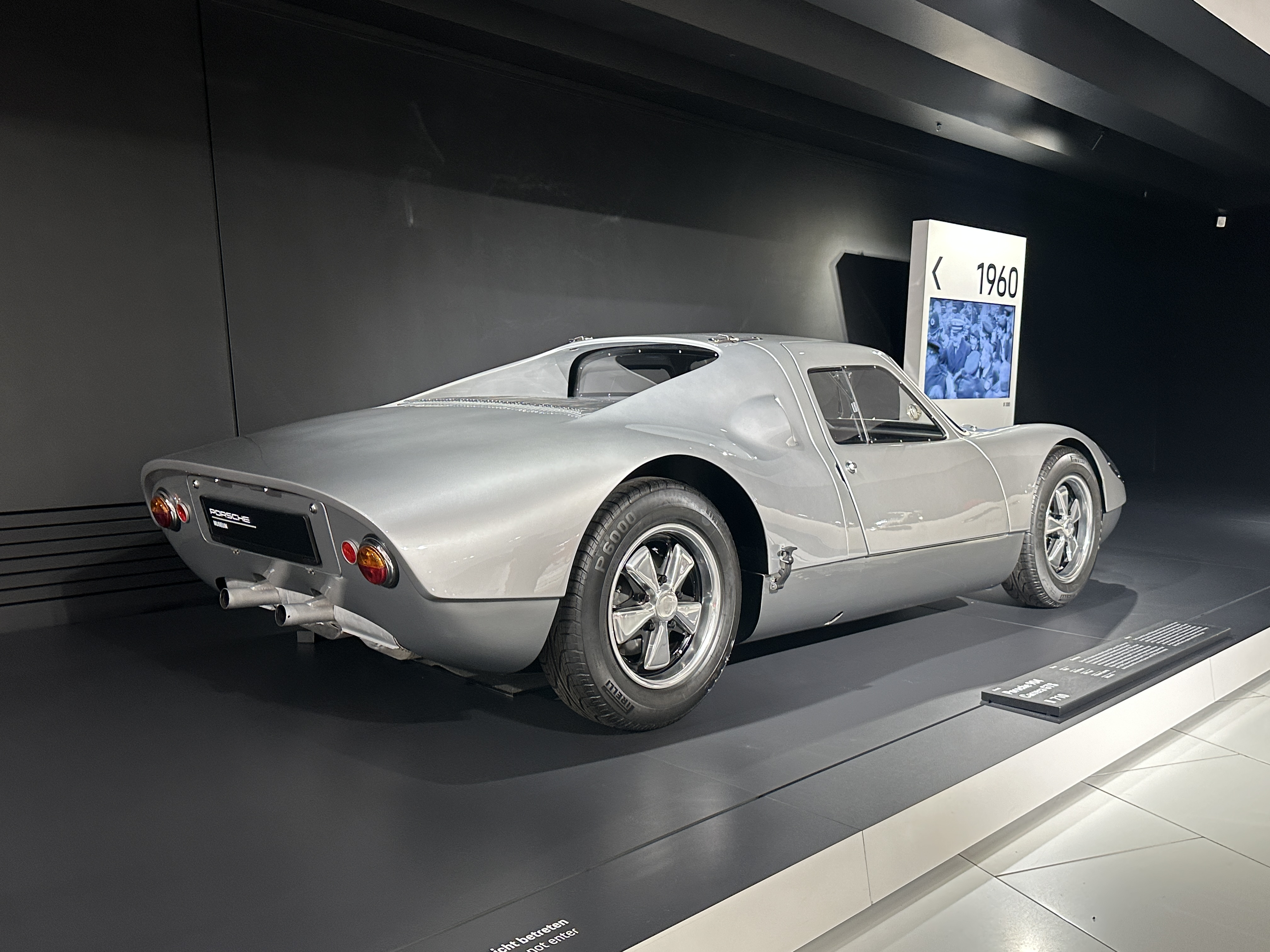